# Vanová křivka

„Vanová křivka“ (horní modrá plná čára) je kombinací poklesu pro časné poruchy (červená tečkovaná čára) a nárůstu pro poruchy z opotřebení (žlutá tečkovaná čára), plus jisté konstantní náhodné poruchy (dolní zelená plná čára)

 Vanová křivka  (angl. bathtub curve) četnosti poruch v čase se často využívá v oboru spolehlivostního inženýrství, které se zabývá požadavky na spolehlivost systémů z hlediska technického, ekonomického, ekologického i bezpečnostního.

## Popis
Vanová křivka sestává ze tří částí:
- První část vykazuje klesající četnost poruch a vyjadřuje časné poruchy.
- Druhá část vykazuje konstantní četnost poruch.
- Třetí část vykazuje vzrůstající četnost poruch a vyjadřuje poruchy z opotřebení.

Název vana pro křivku je odvozen od tvaru vany: skloněné stěny a ploché dno.
Časné poruchy (Dětská úmrtnost) odpovídá četnosti poruch při prvním používání výrobku. Náhodná veličina s konstantní četností poruch v průběhu „užitečného života“ výrobku odpovídá druhé části křivky. Třetí část křivky odpovídá opotřebení ve fázi, kdy výrobek přesáhne navrženou životnost.
V méně technickém vyjádření: V časném období života výrobku sleduje četnost poruch výrobku vanovou křivku, četnost poruch je vysoká, avšak rychle klesá. Vadné výrobky jsou identifikovány a vyřazeny. Zdroje časných potenciálních poruch, jako je manipulace a instalační chyby, jsou potlačeny. Ve střední části technického života výrobku – výrobek je používán spotřebitelem – je četnost poruch nízká a konstantní. Životní cykly řady spotřebních výrobků vykazují vanovou křivku četnosti poruch, např. elektronika, hardware atp.
Vanová křivka je užitečná, avšak ne všechny výrobky nebo systémy vykazují chování podle vanové křivky. Například, jestliže jsou použity díly již dříve používané nebo tyto díly mají sníženou použitelnost v průběhu nebo před začátkem období opotřebení. Výrobky pak vykazují méně poruch za jednotku kalendářní doby (ne na jednotku doby používání) než pro vanovou křivku.
Pro některé aplikace je část dětské úmrtnosti vanové křivky odstraněna např. zahořováním a tříděním Toto se provádí zejména pro systémy, na kterých závisí život osob, jelikož takové systémy nepřipouští možnost selhání v časném období jejich používání. Výrobci provádí za jisté zvýšení nákladů třídění klimatickým namáháním. Ve spolehlivostním inženýrství může být kumulativní distribuční funkce odpovídající vanové křivce analyzována pomocí Weibullova rozdělení.

### Kritika
Výzkumy v oblasti letectví a jiných oborech ukazují, že četnost poruch v moderních složitých systémech neodpovídá vanové křivce. Novější přístup se nazývá fyzika poruch resp. fyzika spolehlivosti.